# Чжу Сыбэнь
Чжу Сыбэ́нь (кит. 朱思本, пиньинь Zhū Sīběn, 1273—1337) — китайский картограф и даосский священнослужитель времен империи Юань.

## Биография
Родился в 1273 году в уезде Линьчуань. Приобщился к даосизму в обители на «счастливой земли» (фуди) у священной горы с двумя пиками Лунхушань (уезд Гуйси современной провинции Цзянси), где находился официальный центр течения «небесных наставников» (тяньши) Чжэнъидао («путь правильного единства»).
Прибыл в столицу Даду (Пекин), сопровождая У Цюаньцзе (1269—1346), который встречался с основателем империи Юань Хубилаем, одного из патриархов «таинственного учения» (сюань-цзяо), разновидности «школы Лунху» (лунху-цзун) в Чжэнъидао. По высочайшему приказу отправившись в паломничество по знаменитым гор и больших рек, «объездил всю Поднебесную» и запечатлел увиденное на картах. Завершив работу над картой, в 1321 году Чжу Сыбэнь возглавил древний даосский храм Десятитысячелетнего долголетия на Нефритовой высоте (Юйлун ваньшоугун). Умер в 1337 году.

## Картография
Чжу Сыбэнь развил традиционную картографию на основе большой массы новой географической информации, принесённой монгольским объединением Азии, и сведений, полученных в эпохи Тан и Сун. При проверке карт предшественников нашёл много ошибок, на исправление которых потребовалось около 10 лет. В 1311—1320 годах, используя старые карты, литературные источники и данные собственного путешествия, подготовил с должным масштабом сетки и специальными символами огромной, более чем двухметровую (7 чи) в длину и ширину карту Китая «Юйди ту» («Изображение земли [под небесным] сводом») из 2 цзюаней.
Чжу Сыбэнь был осторожен в картографировании отдаленных и малоизученных областей, даже исключил из него страны юго-востока региона южных морей и северо-запада Монголии, поскольку сам не мог посетить и изучить их, а «те, кто сообщают что-то о них, не говорят ничего определённого, а если и говорят, то им нельзя доверять». Его карта около 2 веков существовала только в рукописи или копии, но в 1541 году была пересмотрена Ло Хунсянем (1504—1564), а потом в 1555 году напечатана им в виде атласа «Гуан юй ту» («Расширенное Изображение [земли под небесным] сводом»). Ло Хунсянь, признав карту Чжу Сыбэня неудобной в использовании, разделил её на отдельные карты, что легко позволяла сделать координатная сетка. В новом варианте кроме 2 листов общей карты было 40 основных детализированных (16 листов внутренних областей, 16 листов что описывали пограничные районы, 3 листов картографируют Жёлтую реку, 3 — Большой канал, 2 — морские маршруты) и 68 дополнительных детализированных карт, посвящённых Корее, Аннаму, Монголии, Центральной Азии и другим регионам. Масштаб был обычно 100 ли для разделения, но в отдельных случаях, в частности приграничные районы и речные долины, больше. На одном из листов под названием «Си нань хай и ту» («Изображения варварских [земель] Юго-западных Морей»), показан южный край Африки, которая направлена на юг, что Чжу Сыбэнь изображал уже в 1315 году. Однако на европейских и арабских картах XIV века край Африки направлен на восток, и только в середине XV века эта ошибка была устранена.

## Литературная деятельность
Его литературное наследие представлено в «Чжэньи чжайши вэньгао» («Предварительное собрание стихов и прозы из кабинета Чжэньи»).